# حصار سلفادور دا باهيا (1638)
كان حصار سلفادور دا باهيا حصارًا وقع بين أبريل ومايو 1638 خلال الحرب البرتغالية الهولندية وحرب الثمانين عاما. وضع حاكم المستعمرة الهولندية في البرازيل، جون موريس أمير ناسو سيغن، قائد جيش شركة الهند الغربية الهولندية، بقوات متفوقة بشكل كبير وأسطول داعم تحت قيادة يوهان فان دير ماست، مدينة سلفادور دا باهيا تحت حصار. تمكن المدافعون البرتغاليون والإسبان، بقيادة جيوفاني دي سان فيليس، وكونت بانولو، ولويس بارباليو، من مقاومة الهجمات الهولندية حتى تخلوا عن الاستيلاء على المدينة وانسحبوا مع العديد من الضحايا.